# 埼玉県道385号武蔵丘陵森林公園広瀬線

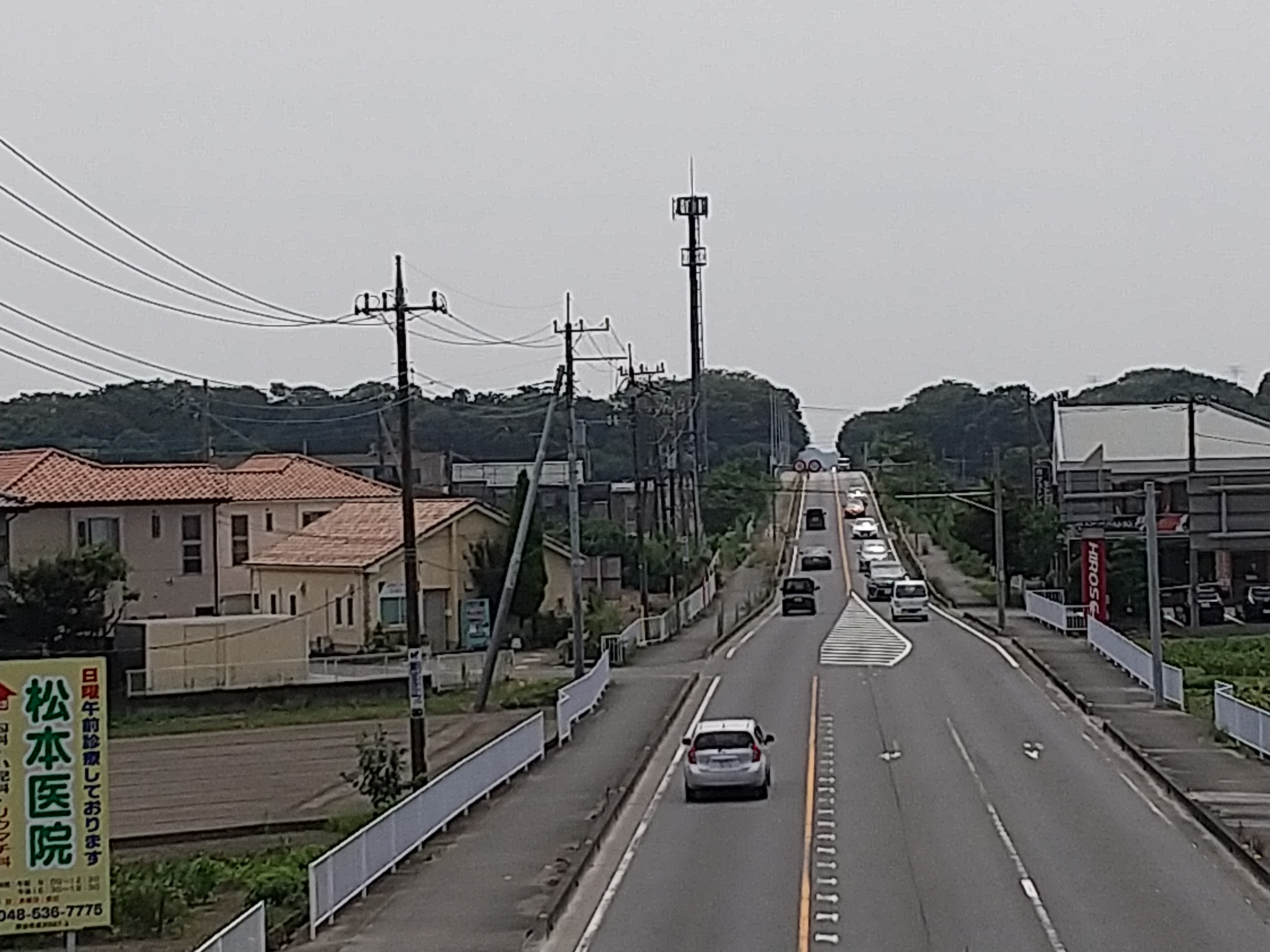
熊谷市広瀬付近

埼玉県道385号武蔵丘陵森林公園広瀬線（さいたまけんどう385ごう むさしきゅうりょうしんりんこうえんひろせせん）は、埼玉県熊谷市万吉の埼玉県道173号ときがわ熊谷線との分岐から、熊谷市運動公園前交差点を結ぶ県道である。

## 概要
関越自動車道東松山インターチェンジと熊谷市を連絡する熊谷東松山道路の支線に相当する。旧熊谷東松山有料道路から無料化された際に県道標識が新設された本線の埼玉県道173号ときがわ熊谷線とは異なり、この県道には単独区間においても独自の県道標識が新設されておらず、案内標識にて[385]の表示が唯一当県道を示すものとなっている。
起点のときがわ熊谷線との分岐点はハーフインターチェンジの形態となっており、ときがわ熊谷線の熊谷市街方面と当道路間の行き来はできない。
熊谷市江南地域北東部の田園地帯を抜けると熊谷大橋及び直結した陸橋により、荒川、埼玉県営荒川大麻生公園、秩父鉄道秩父本線・広瀬川原車両基地（の敷地端）を一気に飛び超えて終点の熊谷運動公園前交差点に至る。
終点の熊谷運動公園前交差点では国道140号と交差するほか、熊谷市道（愛称）宮塚古墳通りへ直結し、熊谷運動公園や国道17号へ接続している。2019年5月20日より、宮塚古墳通りは更に都市計画道路熊谷西環状線（埼玉県道83号熊谷館林線）に直結するようになり、当道路・宮塚古墳通り・熊谷西環状線が一体となって、東松山ICや滑川町・熊谷市南部-熊谷市妻沼地区・群馬県太田市方面の間の既存の渋滞区間（熊谷市街地・熊谷警察署前交差点）を迂回する新ルートを構成し、熊谷市西部の交通状況を改善する役割を有している。

## 通過する自治体
- 埼玉県
  - 比企郡
    - 滑川町

  - 熊谷市

## 交差する道路
| 交差する道路                              | 交差点名       | 所在地 | 所在地   | 最高速度 (km/h) |
| ----------------------------------------- | -------------- | ------ | -------- | --------------- |
| 埼玉県道173号ときがわ熊谷線 東松山市方面  | ※分岐          | 熊谷市 | 万吉     | 40              |
| 埼玉県道11号熊谷小川秩父線                | 御正新田東     | 熊谷市 | 御正新田 | 50              |
| 埼玉県道81号熊谷寄居線                    | 御正新田       | 熊谷市 | 御正新田 | 50              |
| 国道140号                                 | 熊谷運動公園前 | 熊谷市 | 広瀬     | 50              |
| 熊谷市道宮塚古墳通り 国道17号・太田市方面 |                |        |          |                 |

## 交差する鉄道・河川
- 荒川（熊谷大橋）
- 秩父鉄道

## 周辺の主な施設
- 秩父鉄道 ひろせ野鳥の森駅
- 荒川大麻生公園